# 静かなる決闘
『静かなる決闘』（しずかなるけっとう）は、1949年（昭和24年）3月13日公開の日本映画である。大映製作・配給。監督は黒澤明、主演は三船敏郎。モノクロ、スタンダード、95分、検閲認証番号:10202。
原作は菊田一夫の戯曲『堕胎医』で、梅毒に感染した青年医師の苦悩を描いたヒューマンドラマ。東宝争議の影響で東宝を脱退した黒澤が、初めて他社で製作した作品である。第23回キネマ旬報ベスト・テン第8位。

## ストーリー
戦時中の野戦病院で軍医として働く青年医師の藤崎恭二は、患者の中田を手術中に、誤って自分の指に怪我をし、患者の梅毒に感染してしまう。復員後、父の産婦人科医院で働くことになったが、梅毒の感染を隠し、婚約者の美佐緒と結婚することが出来ずにいる。美佐緒は藤崎が自分に対して距離を置き、何時までも親しくなれないことに苦悩していた。ある日、藤崎が梅毒治療のために自らに注射しているところを、見習い看護師の峰岸るいに見られてしまう。峰岸は元ダンサーで暗い過去を持ち、藤崎の日頃の誠実な行動と発言に反感を抱いていた。その後も藤崎は己の病と闘いながら、訪れる患者に対しては黙々と治療を続けていく。一方、秘密を聞いたことで藤崎に対するわだかまりが解けた峰岸は、人間的に少しずつ成長していくのであった。そんな折、藤崎は偶然元患者の中田と再会し、中田が梅毒を放置したまま結婚し、近々子供が生まれることを知る。

## スタッフ
- 監督：黒澤明、中村倍也
- 企画：本木荘二郎、市川久夫
- 原作：菊田一夫『堕胎医』より
- 脚本：黒澤明、谷口千吉
- 撮影：相坂操一、中川乃士
- 録音：長谷川光雄、須田武雄
- 照明：柴田恒吉、法島繁義
- 音楽：伊福部昭
- 美術：今井高一、荒木清
- 装置：石崎喜一
- 小道具：神田一郎
- 背景：西牧恭平
- 園芸：坂根音次郎
- 工作：田村達治
- 電飾：横手三四郎
- 技髪：牧野正雄
- 結髪：田中つねえ
- 衣裳：藤木しげ
- 音響効果：花岡勝次郎
- 移動：大久保松雄
- スチール：椎名勇
- 記録：古川八千恵
- 編集：辻井正則
- 俳優事務：相川好子
- 製作主任：川本武男

## キャスト
- 藤崎恭二：三船敏郎（東宝）
- 松本美佐緒：三條美紀
- 藤崎孝之輔：志村喬（東宝）
- 中田龍夫：植村謙二郎
- 野坂巡査：山口勇
- 峯岸るい：千石規子（東宝）
- 中田多樹子：中北千枝子（東宝）
- 骨董屋：宮島健一
- 老兵：佐々木正時
- 巡査：泉静治
- アッペの父：伊達正
- 係長：宮島城之
- 衛生係長：宮崎準之助
- ギブスの青年：飛田喜佐夫
- 労働者：高見貫
- アッペの母：須藤恒子
- みいちゃん：若原初子
- 看護婦今井：町田博子
- 見習看護婦：松村若代
- 事務員：池上湧子
- アッペの少年：松本茂
- 少年：工藤洋輔

## 作品解説
本作の原作である『堕胎医』は、千秋実が主宰する劇団薔薇座によって、1947年（昭和22年）10月から日劇小劇場で上演されていた。配役は千秋が藤崎役、千秋夫人の佐々木踏繪が峯岸役、高杉妙子が美佐緒役を演じ、演出は千秋の岳父である佐々木孝丸が担当した。黒澤は偶然その舞台を見ており、それに感動したことから本作の企画が行われた。これをきっかけに千秋は後の黒澤映画の常連俳優となった。
当時、黒澤が所属する東宝は第3次東宝争議によって映画撮影が困難になっていた。黒澤は山本嘉次郎、谷口千吉、本木荘二郎らと映画芸術協会を設立して東宝を脱退し、他社での製作を余儀なくされた。その第1作が本作であり、以降『野良犬』『醜聞』『羅生門』『白痴』を他社で撮っている。
大映の女優であった三條美紀は、撮影前に東宝で稽古を行ったといい、それが黒澤を大映に迎え入れるための条件であったと証言している。三條は、稽古に不満を感じていたが、撮影では玄関を開けて歩いて行くシーンでなかなかOKが出ず、情けない思いであったという。

## 受賞
- 第23回キネマ旬報ベスト・テン 第8位
- 第4回毎日映画コンクール 男優演技賞（志村喬）